# Österrikiska ishockeyligan 2010/2011
Österrikiska ishockeyligan 2010/2011, även känd som EBEL 2010/2011, var den högsta divisionen för ishockey i Österrike för säsongen 2011/2012. Totalt 10 lag deltog, varav sex från Österrike, två från Slovenien och ett lag vardera från Kroatien och Ungern. De tio lagen spelade totalt 54 omgångar vardera i grundserien, varefter de åtta främsta gick vidare till slutspel. Efter säsongens slut stod EC Red Bull Salzburg som både österrikiska mästare och EBEL-mästare för säsongen 2010/2011 efter att ha besegrat EC KAC i finalen med 4-3 i matcher.

## Grundserien
|     | EBEL                      | SM | V  | F  | ÖTF | GM  | IM  | MS  | P  |
| --- | ------------------------- | -- | -- | -- | --- | --- | --- | --- | -- |
| 1.  | EC KAC                    | 54 | 36 | 12 | 6   | 190 | 159 | +31 | 78 |
| 2.  | EC Red Bull Salzburg      | 54 | 33 | 19 | 2   | 206 | 181 | +15 | 68 |
| 3.  | Vienna Capitals           | 54 | 31 | 18 | 5   | 200 | 162 | +38 | 67 |
| 4.  | EC VSV                    | 54 | 29 | 20 | 5   | 180 | 167 | +13 | 63 |
| 5.  | EHC Linz                  | 54 | 26 | 21 | 7   | 156 | 166 | –10 | 59 |
| 6.  | Graz 99ers                | 54 | 27 | 23 | 4   | 164 | 153 | +11 | 58 |
| 7.  | HDD Olimpija Ljubljana    | 54 | 24 | 25 | 5   | 165 | 197 | –32 | 53 |
| 8.  | KHL Medveščak Zagreb      | 54 | 23 | 25 | 6   | 171 | 171 | +0  | 52 |
|     |                           |    |    |    |     |     |     |     |    |
| 9.  | Alba Volán Székesfehérvár | 54 | 21 | 26 | 7   | 162 | 203 | –41 | 49 |
| 10. | Orli Znojmo               | 54 | 20 | 25 | 9   | 161 | 196 | –35 | 49 |

## Slutspel

### Kvartsfinal
- EC KAC – KHL Medveščak Zagreb 4–1 i matcher (3–2; 3–2; 7–5; 1–4; 6–5 sd)
- EC Red Bull Salzburg – HDD Olimpija Ljubljana 4–1 i matcher (5–4 sd; 5–1; 6–1; 0–5; 3–2 sd)
- Vienna Capitals – Graz 99ers 4–0 i matcher (4–2; 4–1; 4–3; 4–3 sd)
- EC VSV – EHC Linz 4–1 i matcher (3–0; 3–0; 5–3; 0–2; 5–2)

### Semifinal
- EC KAC – EC VSV 4–1 i matcher (2–5; 5–2; 2–1; 4–0; 6–4)
- EC Red Bull Salzburg – Vienna Capitals 4–3 i matcher (6–2; 5–6 sd; 2–1 sd; 1–9; 6–4; 1–4; 4–1)

### Final
- EC KAC – EC Red Bull Salzburg 3–4 i matcher (6–5; 3–6; 2–5, 2–1 sd; 3–2 sd; 2–5; 2–3 sd)

## Källa
Den här artikeln är helt eller delvis baserad på material från tyskspråkiga Wikipedia.